# Kilikia
Kilikia is een Armeens biermerk. Het bier wordt sinds 1999 gebrouwen in Brouwerij Yerevan in Jerevan. Kikilia is het best verkochte bier in het land en wordt ook geëxporteerd naar meerdere landen. Het bier behaalde verschillende prijzen in biercompetities in Moskou, Sotsji en Jerevan.

## Varianten
- Kilikia Premium Lager, blonde lager met een alcoholpercentage van 4,8% (sinds 1999)
- Kilikia Youth, blonde lager met een alcoholpercentage van 4,8% (sinds 1999)
- Kilikia Elitar, goudblonde lager met een alcoholpercentage van 5,6% (sinds 1999)
- Kilikia Dark, donkere lager met een alcoholpercentage van 4,4% (sinds 2000)
- Kilikia Celebratory, goudblonde lager met een alcoholpercentage van 5,3%, gebrouwen sinds 2002 ter gelegenheid van de vijftigste verjaardag van de brouwerij
- Kilikia Jubilee, amberkleurige lager met een alcoholpercentage van 5,1%, gebrouwen sinds 2002 ter gelegenheid van de vijftigste verjaardag van de brouwerij
- Kilikia 11, blonde lager met een alcoholpercentage van 4,6% (sinds 2004)
- Kilikia Light, blonde lager met een alcoholpercentage van 4,5% (sinds 2012)